# Circus (nummer van Lenny Kravitz)
Circus is een nummer van de Amerikaanse zanger Lenny Kravitz uit 1995. Het is de tweede single van zijn gelijknamige vierde studioalbum.
In tegenstelling tot voorganger "Rock and Roll Is Dead", werd "Circus" nergens een heel grote hit. Het bereikte enkel de hitlijsten in het Verenigd Koninkrijk en Canada.